# Сіддгартха Ґаутама
Сіддга́ртха Ґаута́ма (санскр. सिद्धार्थ गौतम), Сіддга́ттха Ґота́ма (палі Siddhattha Gotama) (не раніше 7 століття до н. е. і не пізніше 5 століття до н. е. , Лумбіні  — не раніше 6 століття до н. е. і не пізніше 4 століття до н. е. , Кушинагар, Малла ) — індійський духовний наставник, аскет, історичний Будда Шак'я-Муні, один із семи будд старовини, засновник буддизму.
Ґаутама — ключова фігура в буддизмі. Спогади про його життя, проповіді, й розроблені ним чернечі правила були підсумовані після його смерті та завчені напам'ять спільнотою буддистів санґгою. Спочатку вони передавалися усно, але приблизно через чотириста років після смерті Гаутами були записані, утворивши збірку священних текстів буддизму «Трипітаку» (палi — «Три кошики мудростi»).
Вважається, що Будда Гаутама був сучасником джайністського мудреця, 24-го тіртханкара сучасної ери, Махавіри.
У пізніх індійських Пуранах (як, наприклад — Бгаґавата-пурана) Будда був включений в число аватар Вішну, замість Баларами.

## Імена
Сіддгартха Гаутама відомий серед буддистів під різними шанобливими іменами:
- Будда Ґаутама (санскр. गौतम बुद्ध) означає Пробуджений Гаутама;
- Будда Шак'ямуні — «Пробуджений мудрець з роду Шак'їв»;
- Татха́ґата означає «Той, що прийшов так» і водночас «Той, що пішов так»;
- Бгаґаван — «Благословенний»; «Той, хто наділений благою долею».
- Суґата — «Той, хто правильно йде».
- Джина — «Переможець».
- Локадж'єштха — «Той, кого шанує світ».

## Біографія
Реконструювати наукову біографію Будди Ґаутами неможливо. У його життєписі історичні факти тісно переплетені із міфами та фольклором, а надійних джерел, необхідних для реконструкції, бракує. Тому біографія Будди Ґаутами подається буддологами на основі синтезу декількох буддистських життєписів, таких як «Діяння Будди» (2 століття) Ашваґгоші або «Детальний опис ігор Будди» (3 століття).
Більшість дослідників життя Будди сходяться на тому, що він жив, навчав і заснував чернечу спільноту в північно-східній частині Індії, в державі Магадха, за правління Бімбісари і помер за правління Аджаташатру. У той час поряд із ведичним брахманізмом в Індії процвітали різноманітні шраманські школи мудреців: адживіка, чарвака, джайнізм, аджняна. Брагмаджала Сутта перелічує шістдесят дві школи. Це був також час таких впливових мислителів як Магавіра (Палійський канон називає його Нігадта Нарапутта), Пурана Кассапа, Макхалі Госала та інших, з поглядами яких Будда вочевидь повинен був бути знайомий. Два визначні учні Будди Шаріпутра та Маудгальяяна раніше були учнями скептика Санджая Белаттгапутри, а Палійський канон часто зображає Будду в диспуті з прихильниками інших шкіл. Існують філологічні аргументи на користь припущення, що двоє вчителів Гаутами, Алара Калама та Уддака Рамапутта були історичними постатями й, мабуть, навчили Будду двох різних форм медитації. Отже, Будда був лише одним із філософів-шраманів свого часу. В епоху, коли святість особи визначалася рівнем аскетизму, Будда реформував шраманський рух, радше ніж ведичний брахманізм. Загалом послідовність «народження, зрілість, зречення, пошуки, пробудження, проповідування й смерть» широко визнана[сторінка?], але щодо правдивості багатьох подробиць у традиційній біографії консенсусу немає. 

### Традиційний життєпис
У ранніх буддійських текстах, нікаях та агамах, Будду не зображено як істоту, яка має досконале знання чи як вічну трансцендентну істоту. Ідея досконалого знання Будди та дедалі більша тенденція ставлення до нього як до свого роду божества виникла пізніше, в сутрах Махаяни та коментарях до них. У Сандака-сутті учень Будди Ананда наводить заперечення тим проповідникам, хто говорить, що вони мають досконале знання, а в Тевіджджаваччаготта-сутті Будда сам стверджує, що ніколи не претендував на досконалість свого знання, а лише називав його вищим (абгіджняна). Ранній біографічний матеріал палійських Нікай в основному розповідає про життя Будди як шрамана, його пошуки просвітлення під керівництвом різних учителів, таких як Алара Калама, й на 45-річному проповідництві свого вчення.
Традиційні біографії Гаутами як правило включають численні дива, пророцтва й надприродні явища. У цих традиційних біографіях Будда виступає як повністю трансцендентна, досконала істота без обтяжливості буденного життя. У «Магавасті» мовиться, що упродовж багатьох життів Гаутама набув надприродних якостей, таких як безболісне народження без статевого акту, відсутність потреби у сні, їжі, ліках чи купанні, хоча він виконує все це, щоб не виділятися, досконале знання й здатність пригнічувати карму. Попри це з цих традиційних джерел було зібрано буденніші відомості про життя Гаутами. В сучасну епоху були спроби сформувати світське розуміння його життя, викидаючи надприродні елементи з ранніх біографій.

Ендрю Скілтон пише, що традиційний буддизм ніколи не ставився до Будди як до просто людини:
Важливо підкреслити, що попри твердження сучасної Тгеравади (часто заради того, щоб пригамувати скепсис західних учнів), він ніколи не вважався просто людиною. Наприклад, часто описують тридцять дві великі та вісімдесят малих ознак надлюдини (магапуруша). Сам Будда заперечував, що він  людина чи бог, стверджував, що міг би жити еон, якби його попросили
.
Жителі Стародавньої Індії не особливо переймалися хронологією — філософія їх цікавила більше. Буддистські джерела відображають цю тенденцію і дають яснішу картину того, що Гаутама, можливо, думав, ніж те, коли відбулася та чи інша подія в його житті. Ці тексти містять опис культури та буденного життя Стародавньої Індії, які разом із джайністськими агамами роблять час Будди першим добре описаним періодом в історії Індії. Карен Амстронг пише, що, хоча підтвердженої інформації дуже мало, можна з упевненістю стверджувати, що Будда був реальною історичною особою. Майкл Каррітерз йде дещо далі, стверджуючи, що загальна схема «народження, зрілість, зречення, пошуки, пробудження, навчання, смерть» мабуть відповідає істині.

### Народження

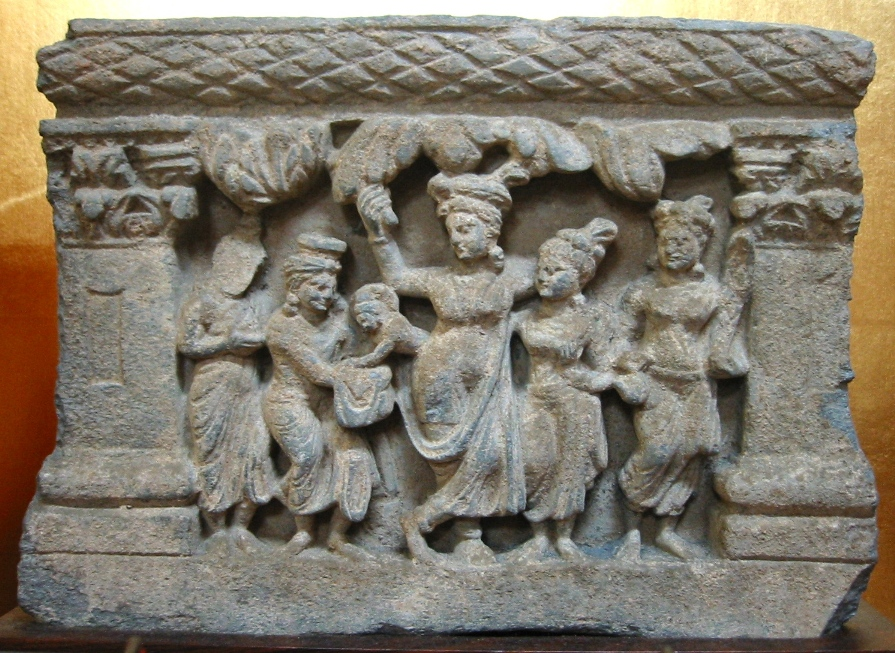
Народження будди Ґаутами.

Буддисти Махаяни вірять, що до свого народження Сіддгартха Ґаутама був бодгісаттвою — «просвітленою істотою». Протягом тисяч життів він чинив добрі справи, накопичував заслуги і наближався до стану будди — мудреця, що пізнав істину і вирвався з кола мук і перероджень. Коли бодисаттві надійшов час народитися востаннє, щоб стати буддою, він оглянув землю з небес Тушіта і обрав північно-східну індійську державу народу шак'їв, якою керував раджа Шуддгодана. Небожитель вирішив народитися в сім'ї правителя цієї держави, аби люди повірили його буддистській проповіді.
У ніч зачаття Ґаутами дружина раджі, Махамайя, побачила віщий сон, в якому до її лона увійшов білий слон із шістьма іклами. Зачаття відбулося в природний спосіб, але білий слон був знаком того, що вона народить велику людину. Перед пологами Махамайя вирушила, за тодішнім звичаєм, до дому своїх батьків, але в Лумбіні, діброві салових дерев, відчула, що почалися перейми. Схопившись за гілку дерева, вона народила сина через стегно. Хлопець одразу встав, зробив сім кроків і проголосив себе істотою, вищою за людей і богів.
Після пологів Махамайя невдовзі померла, а її сина привезли до столичного палацу батька в місті Капілавасту.

### Дитинство та юність
Отже, Сіддгартха Ґотама народився в Лумбіні (місті в сучасному Непалі поблизу кордону з Індією) у травневу повню в кшатрійському племені Сак'я. День його народження широко святкується в буддійських країнах як Весак.
Батько Ґотами був раджею Капілаваттгу в державі Маґадга. Ґотама народився сином раджі, тож йому судилося життя в розкоші. Під час святкування народження провидець Асіта оголосив, що ця дитина або стане великим правителем, або великою святою людиною. Батько, бажаючи, щоб Ґотама став великим правителем, відгородив сина від релігійного навчання і від людського страждання.
Коли хлопчик досяг шістнадцятиріччя, батько влаштував йому шлюб з одноліткою Яшодгарою, яка народила сина Рахулу (Rāhula). Хоча батько забезпечував Ґотаму всім, чого тільки той бажав, син все ж залишався внутрішньо незадоволений.
У віці 13 років Ґотама в супроводі колісничного Чанни кілька разів тікав з палацу. Там він побачив «чотири видовища»: старого каліку, хвору людину, труп, що розкладається, і нарешті відлюдника, самітника. Тоді він усвідомив сувору правду життя — смерть, хвороба, старіння й страждання неминучі, а бідних більше, ніж багатих, і навіть задоволення багатих врешті-решт перетворюються в ніщо. Це надихнуло Готаму у віці 29 років залишити свій будинок, родину й майно, щоб стати ченцем.
Відмовившись від спадщини, син правителя присвятив своє життя вивченню того, як перебороти страждання. Він пішов шляхом йогічної медитації під керівництвом двох пустельників, і, хоча досяг високих рівнів свідомості, все ж не був задоволений цим шляхом.

### Пробудження
Убравши одяг мандрівного ченця, Ґотама попрямував у південно-східну Індію, де почав вчитися життю самітника і займатися суворою аскезою й самокатуванням. Після 6 років, будучи на межі смерті від виснаження, він дійшов висновку, що суворі аскетичні методи не приводять до більшого розуміння, а просто затьмарюють розум і розморюють тіло. Відкинувши самокатування і зосередившись на медитації, він знайшов серединний шлях, шлях уникнення крайнощів — потурання собі й самокатування. Сівши під деревом інжиру, яке тепер називають деревом Бодгі, заприсягся не вставати, доки не знайде Істину. У віці 35 років, у травневу повню, Ґотама досяг пробудження. Тоді його стали називати Ґотама Будда, або просто «Будда», що означає «Той, хто Пробудився».
Він заявив, що досяг повного Пробудження й усвідомив причини людського страждання, а також зрозумів, що необхідно, щоб їх позбутися. Це усвідомлення він сформулював у Чотирьох шляхетних істинах. Це найвище Пробудження, доступне для будь-якої істоти, називається ніббаною мовою палі, або нірваною мовою санскрит.
У цю мить Будда повинен був вирішити, чи задовольнитися власним звільненням, чи навчити інших людей. Він міркував, що світ, можливо, не готовий для такого глибокого усвідомлення, але зрештою вирішив податися до міста Сарнатх і прочитати першу проповідь в Оленячому парку. У цій проповіді були описані Чотири шляхетні істини і шляхетний Вісімковий шлях.
Будда підкреслював, що він не є Богом, а лише вчителем для тих істот, які мусять самі пройти шлях, досягаючи пробудження та пізнання істини й дійсності, якою вона є.

### Роки проповідництва та смерть

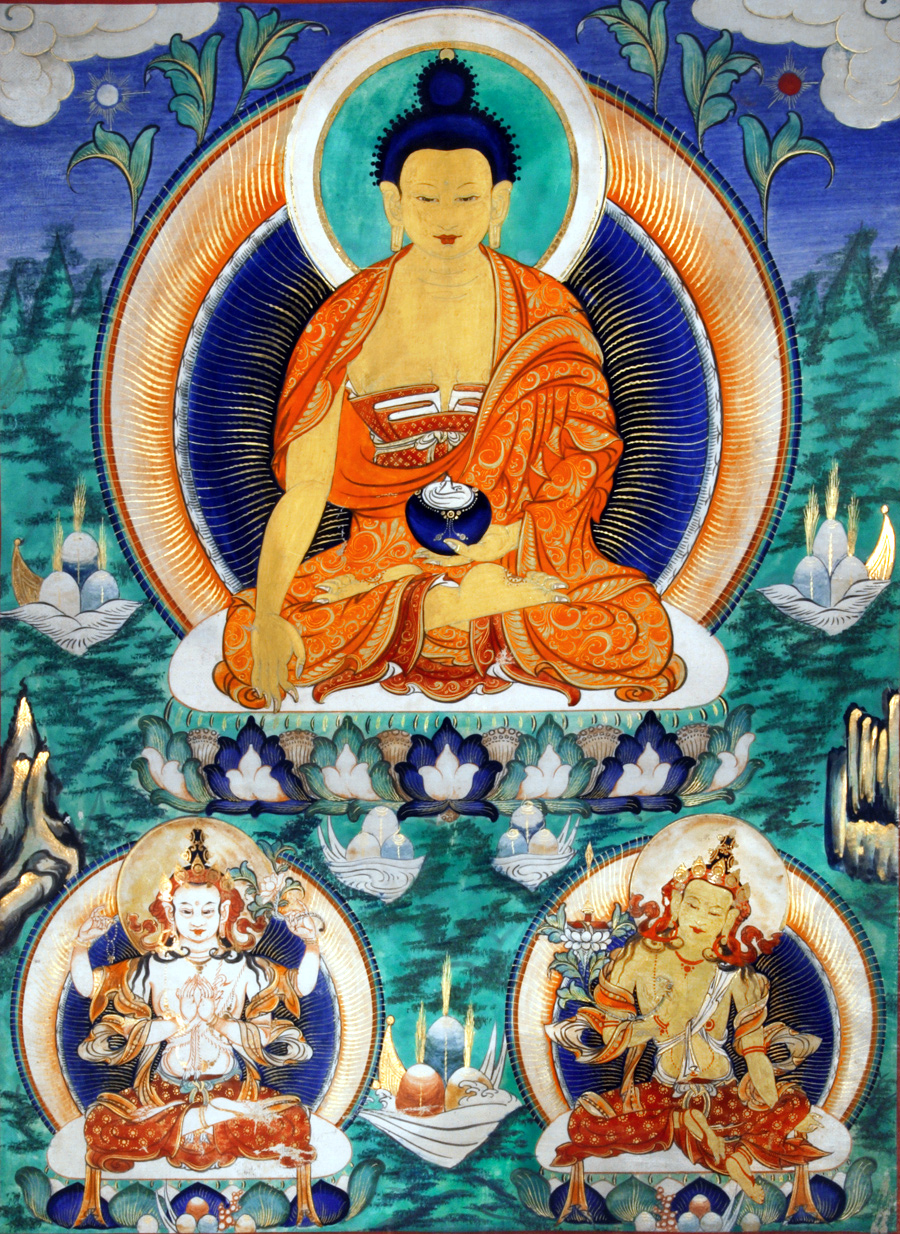
Шак'ямуні тханка

Решту 45 років життя він подорожував долиною річки Ґанґ у центральній Індії, викладаючи своє вчення різним людям, від аристократів до вигнанців, включно з прихильниками інших філософських напрямків і релігій. Його релігія була відкрита для всіх рас та класів і не мала жодної кастової структури. Готама заснував громаду буддійських ченців і черниць («санґга»), щоб зберегти Вчення після остаточної «ніббани» і відходу зі світу. Вчення Будди прийняли тисячі людей.
У віці 80 років він вирішив піти зі світу й перейти в парінірвану — стан абсолютного звільнення, з якого вже немає вороття. З'ївши свою останню їжу, а це була страва зі свинини, отримана як пожертва від коваля Чунди, Гаутама відчув себе зле. Як розповідає легенда, Будда знав, що помре, але не хотів ображати людину, тож велів своєму сподвижнику Ананді передати ковалю, що страва зовсім не стосується хвороби, а навпаки стане знаменитою як остання страва Будди. В оточенні послідовників Будда ще раз переконався в тому, що вони зрозуміли і зберегли його Навчання, після чого помер. Сталося це у повню, тож Гаутама народився, отримав просвітлення й помер в одну й ту ж пору весни. Останніми словами Будди були: «Немає нічого вічного. Старанно досягайте мети!».
Буддисти вірять, що попіл Будди було зібрано й інкапсульовано в намистинки, що стали буддистськими реліквіями. За правління Ашоки такі намистинки було розподілено поміж 84 тисячами ступ.

## Хронологія життя
Ключовим орієнтиром для датування життя Будди є початок правління буддійського імператора Ашоки. На підставі едиктів Ашоки й дат царювання елліністичних царів, до яких він направляв послів, вчені датують початок правління Ашоки 268 р. до н. е. Палійські джерела кажуть, що Будда помер за 218 років до цієї події. Оскільки всі джерела згодні з тим, що Ґаутамі було вісімдесят років, коли він помер (наприклад, Dīgha Nikāya 2.100), то отримуємо такі дати: 566—486 до н. е. Це так звана «довга хронологія». Альтернативна «коротка хронологія» опирається на санскритські джерела північноіндійського буддизму, збережені в Східній Азії. За цією версією Будда помер за 100 років до інавгурації Ашоки, що дає такі дати: 448—368 рр. до н. е. При цьому в Східній Азії традиційна дата смерті Будди була в 949 або 878 роках, а в Тибеті — в 881 р. до н. е. У минулому серед західних вчених загальноприйнятими датами були 486 або 483 р. до н. е., але зараз вважається, що підстави для цього занадто малі.
Радіовуглецевий аналіз показує, що деякі населені пункти, які Будда відвідував згідно зі свідченями Палійського канону, не були заселені до 500 р. до н. е. (± 100 років), що змушує сумніватися в такій ранній даті, як 486 р. до н. е. Крім того, розгляд доступної інформації з історії джайнізму змушує припустити, що Будда і Махавіра, лідер джайнів, який помер трохи раніше Будди у 527 році, зустрічалися.
Найбільш поширена думка, що Ґаутама народився на повню місяця вайшакша 563 року до нової ери, або, за григоріанським календарем, 6 квітня.

## Висловлювання
Будді належать численні висловлювання, зібрані в буддійських канонах. Численні школи буддизму мають свої власні варіанти «Трьох кошиків» та інших священних текстів. Водночас існує багато висловлювань, які приписують Будді. Прикладом такого висловлювання, яке могло б належати Татхагаті, але насправді не належить, може бути:
Ви будете покарані не за свою злість, а своєю злістю.

## Ставлення до природи
Будда вчив, що Всесвіт і всі істоти в ньому перебувають у стані досконалої мудрості, любові і співчутті, діючи у взаємозв'язку. Тому щодо ставлення до живих істот Будда проголосив два найважливіших принципи: «ахімси» і «метта». Принцип «ахімси» означає неспричинення шкоди всім живим істотам, і принцип «метти» — доброти і любові до всіх живих істот, великих і маленьких, народжених і ненароджених.
Відомий такий вислів Будди: «Не роби зла, але практикуй все добре і тримай своє серце в чистоті». Першу проповідь Будди, за легендою, слухали не лише ченці, а й дві газелі.
Був випадок, коли Будда, весь поранений, стрибнув у вогонь, щоб засмаживши себе, нагодувати своїм тілом голодного жебрака. Але, перед тим, як стрибнути, тричі отрусився, щоб разом з ним не загинула жодна з комах, що гніздилися в хутрі його кожуха. Згідно буддизму, не можна вбивати тварин і тому, що існує зміна життів. Так, Будда в минулих життях був кроликом, лебедем, рибою, мавпою, слоном і оленем. До життя іншого потрібно ставитися так само, як до свого. «Як мати кидає все, щоб врятувати свого єдиного сина, так буддист завжди повинен виявляти безмежну любов і співчуття до всіх живих істот», — вчив Будда.
Одного разу Будда дав мавпі молитву, частина з якої звучить так: «Моя любов до безногих, моя любов до двоногих, моя любов до чотириногих, моя любов до багатоногих. Нехай безногі, двоногі, чотириногі, багатоногі не шкодять мені, і нехай усі відчуваючі істоти без винятку будуть щасливі і не зазнають жодного зла».
Будда видав правило, що забороняє подорожувати під час дощового сезону, коли на поверхні землі з'являються черв'яки і комахи, на яких випадково можна наступити. Розповідають, як один чернець побудував собі глиняну хатину і вирішив її обпалити, щоб додати їй міцності. Будда заборонив це, боячись, що у вогні загинуть комахи. Хатину за його велінням розібрали, щоб не давати погані приклади майбутнім поколінням. Відомий випадок, як Будда, щоб нагодувати голодного тигра, відрізав і дав йому частину свого тіла.
Кажуть, Будда порівнював свою поведінку з повадками лева: «Він гарчить, сповіщаючи про себе, та не вдію я знищення крихітних істот, блукаючих навмання».
Відома також історія, як Будда врятував 10 тисяч риб в водоймі, що пересихала, привівши туди слонів, які долили води. Після цього він оголосив свято порятунку риб.
Коли Будда побачив селянина з плугом, він подумав про страждання розчавлених плугом мікроорганізмів в землі, переживав і плакав про них. Будда так співчував усім живим істотам, що, за легендою, його голова розкололася на 11 частин. Будду можна вважати не тільки одним з основоположників екологічної етики, а й природоохоронної естетики. Так, Будда вчив цінувати красу дикої природи саму по собі, без будь-яких додаткових чуттєвих асоціацій.
Філософські погляди Будди про людське співчуття і повагу до життя справили величезний вплив на таких сучасних філософів дикої природи як Генрі Торо, Альберт Швейцер, Ґері Снайдер та ін..

## У художній літературі
- Акутагава Рюноске. Новела «Павутинка» (1918).
- Герман Гессе. Роман «Сіддхартха» (1922).
- Діпак Чопра. Роман «Будда. Історія просвітлення» (2007).
- Віктор Гребенюк. Поетичний епос «Діяння небожителів» (2011) — монолог Будди у Слові 6, інтерпретація «Вогневого казання».